# Furfurás
Furfurás (em grego: Φουρφουράς; romaniz.: Fourfourás) é uma vila cretense da unidade regional de Retimno, no município de Amári, na unidade municipal de Curítes. Está localizada no sopé das montanhas Psilorítis, a 460 metros acima do nível do mar. Próximo a ela estão as vilas de Platánia e Vizári. A vila abriga uma importante igreja bizantina dedicada à virgem Maria, recentemente sede de um convento, com afrescos datados dos séculos XIV-XV. A vila foi notória por sua participação nos movimentos revolucionários de 1821 e 1866.